# 馬自達B族引擎
馬自達B族引擎是由日本馬自達汽車公司研發、生產的往復式活塞直列四缸汽油引擎，排氣量分別從1.1L至1.8L不等，氣門機構分成單頂置凸輪軸（single overhead camshaft，縮寫成SOHC）與雙頂置凸輪軸（double overhead camshafts，縮寫成DOHC）二種。此系列引擎採用「不干涉」設計，意味著萬一正時皮帶斷裂時不會損壞活塞或閥門。由於閥門採開放式設計，燃燒室（combustion chamber）深度與活塞頂冠的形狀在任何可能的活塞位置保留足夠的間隙給開啟的閥門。

## B1型
排氣量1,138c.c.的B1型缸徑和衝程分別為 68.0 毫米和 78.4 毫米，氣門機構屬於單頂置凸輪軸、8閥門之設計，其中1991年至1995年間在歐洲銷售的馬自達121B1型引擎設有燃油噴射裝置。車型：
1. 1986年-1993年：第二代121
2. 1986年-2000年：起亞Pride

## BJ型
排氣量1,290c.c.的BJ型缸徑和衝程分別為 78.0 毫米和 67.5 毫米，氣門機構屬於雙頂置凸輪軸、16氣門之設計。這具引擎裝有馬自達EGi單點燃油噴射裝置，最大馬力為88ps / 7,000rpm、最大扭力98.1N·m / 4,500rpm。車型：
1. 1986年-1993年：第一代福特Festiva：僅限於日本市場的GT-X及GT-A等級

## B3型

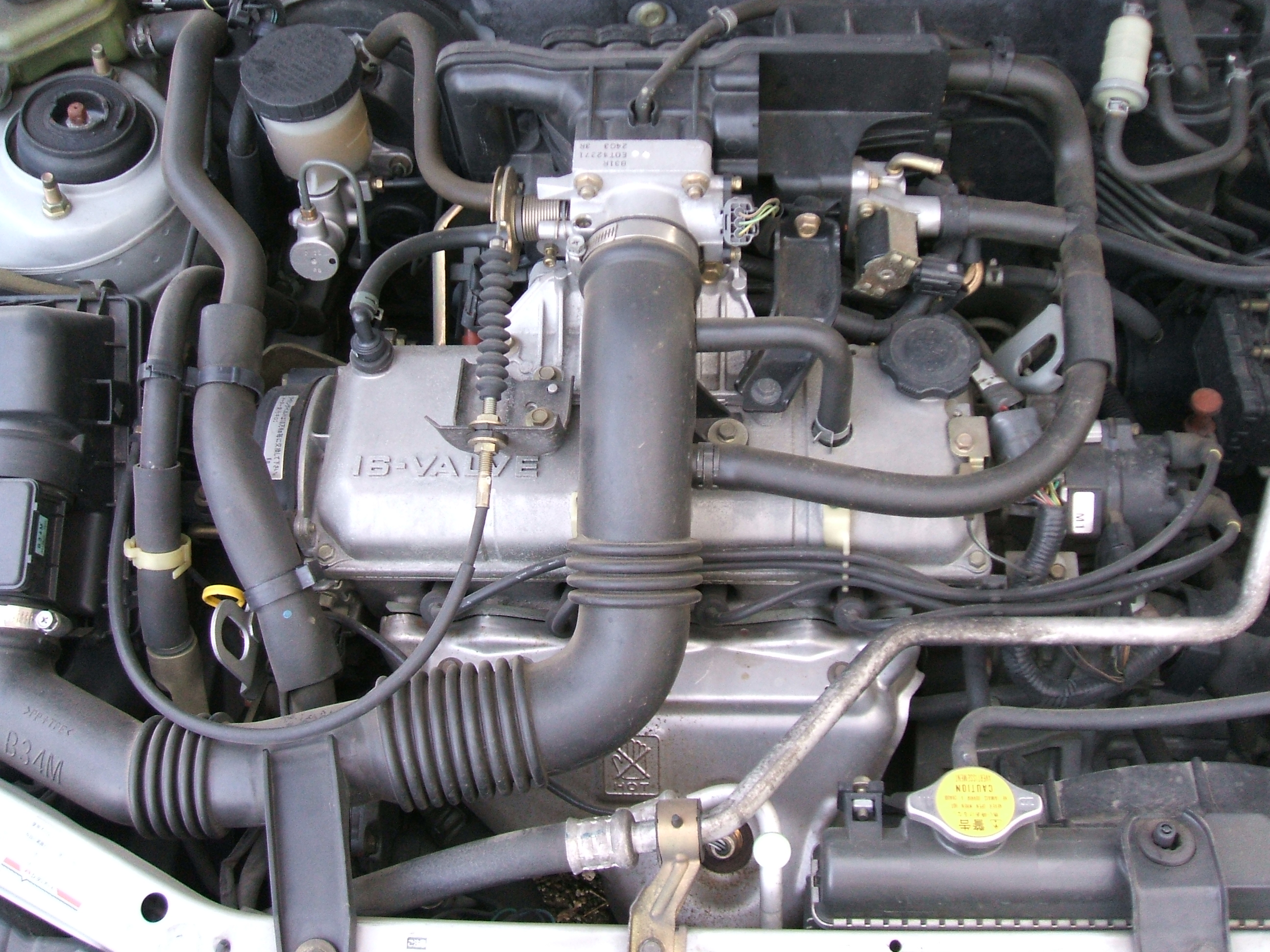
B3E型引擎

排氣量1,324c.c.的B3型缸徑和衝程分別為 71.0 毫米和 83.6 毫米，區分成以下幾種版本：
- B3-M型：採SOHC、16氣門設計，搭配電子控制式化油器的基本型，最大馬力為76ps / 6,500rpm、最大扭力10.3kg·m / 4,000rpm。
- B3-MI型：採SOHC、16氣門設計，配有EGI-S燃油噴射系統，壓縮比9.4:1，最大馬力79ps / 6,500rpm、峰值扭力10.5kg·m / 4,000rpm。
- B3-E型：採SOHC、8氣門設計，搭配改良過的EFI燃油噴射系統，壓縮比9.4:1，最大馬力67hp / 5,200rpm、峰值扭力99N·m / 3,700rpm。
- B3-ME型：採SOHC、16氣門設計，搭配改良過的EFI燃油噴射系統，壓縮比9.4:1，最大馬力85ps / 6,000rpm、最大扭力11.2kg·m / 4,000rpm。

車型：
1. 1985年-1989年：第六代323
2. 1986年-1993年：第一代福特Festiva / 第二代121
3. 1986年-2000年：起亞Pride
4. 1987年-1989年：第二代福特Laser
5. 1989年-1993年：馬自達Sao Penza[1]
6. 1990年-1998年：Autozam Revue / 第三代121
7. 1993年-1996年：福特Aspire / 起亞Avella
8. 1996年-2002年：第一代Demio / 第四代121

## B5型
|          |       | 馬力 | 馬力 | 馬力  | 扭力 | 扭力  | 扭力 | 扭力  | 標準 規範  | 燃油 系統 | 搭載 車型                                                                                           | 銷售 市場        |
| PS       | kW    | rpm  | kgm  | Nm    | lbft | rpm   |      |       | 標準 規範  | 燃油 系統 | 搭載 車型                                                                                           | 銷售 市場        |
| -------- | ----- | ---- | ---- | ----- | ---- | ----- | ---- | ----- | ---------- | --------- | --------------------------------------------------------------------------------------------------- | ---------------- |
| 8V SOHC  | B5    | 76   | 56   | 6,000 | 11.4 | 112   | 82   | 3,500 | JIS net    | 化油器    | 1987-1989 第六代323/第二代福特Laser 1987-1990 馬自達Etude                                           | 日本 紐西蘭      |
| 8V SOHC  | B5    | 73   | 54   | 5,700 | 11.4 | 112   | 82   | 3,200 | ECE        | 化油器    | 1987-1989 第六代323                                                                                 | 歐洲             |
| 8V SOHC  | B5    | 82   | 60   | 5,500 | 12.2 | 120   | 88   | 2,500 |            | 化油器    | 1992-1997 第一代起亞Sephia                                                                          | 印尼             |
| 8V SOHC  | B5    | 88   | 65   | 5,000 | 13.8 | 135   | 100  | 4,000 | DIN        | EGI       | 1993-1996 第二代福特Festiva                                                                         | 澳洲             |
| 16V SOHC | B5-M  | 91   | 67   | 6,500 | 12.4 | 122   | 90   | 4,000 | JIS net    | 化油器    | 1989-1996 第七代323/第三代福特Laser                                                                 | 日本、紐西蘭     |
| 16V SOHC | B5-MI | 88   | 65   | 6,500 | 12.0 | 118   | 87   | 4,000 | JIS net    | EGI-S     | 1991-1998 Autozam Revue                                                                             | 日本             |
| 16V SOHC | B5-MI | 94   | 69   | 6,500 | 12.5 | 123   | 90   | 4,000 | JIS net    | EGI-S     | 1989-1996 第七代323                                                                                 | 日本             |
| 16V SOHC | B5-ME | 80   | 59   | 5,500 | 12.2 | 120   | 88   | 2,500 | ECE        | EFI       | 1992-1997 第一代起亞Sephia                                                                          | 歐洲             |
| 16V SOHC | B5-ME | 88   | 65   | 5,500 | 13.5 | 132   | 98   | 2,500 | JIS net KS | EFI       | 1992-1997 第一代起亞Sephia                                                                          | 南韓、其他       |
| 16V SOHC | B5-ME | 92   | 68   | 5,500 | 13.5 | 132   | 98   | 2,500 | JIS net KS | EFI       | 1992-1997 第一代起亞Sephia                                                                          | 南韓、其他       |
| 16V SOHC | B5-ME | 100  | 74   | 6,300 | 12.1 | 119   | 88   | 5,000 | JIS net KS | EFI       | 1993-1996 第二代福特Festiva/起亞Avella                                                              | 日本、南韓、其他 |
| 16V SOHC | B5-ME | 100  | 74   | 6,000 | 13.0 | 127   | 94   | 4,500 | JIS net    | EFI       | 1996-2002 第一代Demio/福特Festiva Mini Wagon                                                        | 日本             |
| 16V DOHC | B5-DE | 105  | 77   | 5,500 | 15.0 | 147   | 108  | 4,000 | KS         | EFI       | 1992-1997 第一代起亞Sephia/Timor S515i DOHC                                                         | 南韓、印尼、其他 |
| 16V DOHC | B5-DE | 110  | 81   | 6,500 | 12.9 | 127   | 93   | 5,500 | JIS net    | EFI       | 1987-1990 馬自達Etude 1989-1994 Eunos 100 1989-1994 第七代323/Astina/第三代福特Laser 1991-1998 MX-3 | 日本             |
| 16V DOHC | B5-ZE | 120  | 88   | 6,500 | 13.5 | 132.4 | 97.7 | 5,500 | JIS net    | EFI       | 1994-1996 第七代323 Interplay X 1991-1998 Autozam AZ-3                                              | 日本             |

### 8V SOHC型式
排氣量1,498c.c.的B5型缸徑和衝程分別為 78.0 毫米和 78.4 毫米，此型式引擎直到1994年為止停產。

### 16V SOHC型式
排氣量1,498c.c.的B5-MI型缸徑和衝程同樣為 78.0 毫米和 78.4 毫米，只是從8閥門改成16閥門，且配有EGi單點燃油噴射系統。最大馬力88ps / 6,500rpm，最大扭力12.0kg·m / 4,000rpm。此外，配有電子式燃油噴射系統的稱作B5-ME型，最大馬力100ps / 6,000rpm，最大扭力13.0kg·m / 4,500rpm。

### 16V DOHC型式
排氣量1,498c.c.的B5-DE型缸徑和衝程也是 78.0 毫米和 78.4 毫米，最大馬力105ps / 6,000rpm，最大扭力13.2kg·m / 5,000rpm，僅於日本境內使用，且汽缸頭與進氣口經過改良。後來1994年第七代323曾出過「Interplay X」車型，搭載一具名為B5-ZE型引擎，最大馬力125ps / 7,000rpm、最大扭力13.2kg·m / 6,000rpm。

## B6型
B6型的排氣量為1,597c.c.，缸徑和衝程分別為 78.0 毫米和 83.6 毫米，乃自B3型擴缸而來，可區分成幾個亞型：
- B6-E型：採8氣門SOHC設計，搭配EGI-M燃油噴射系統，最大馬力82hp / 5,000rpm，最大扭力92lbs-ft / 2,500rpm。
- B6-M型：採SOHC、16閥門設計，配有電子控制式化油器，最大馬力91ps / 6,500rpm，峰值扭力13.0kg·m / 3,000rpm。搭載於第七代323的全時4WD車型上。
- 此外，在日本與澳洲市場另有一具搭配燃油噴射系統的B6F型引擎。

車型：
1. 1985年-1990年：第二代福特Laser
2. 1987年-1989年：第一代水星Tracer
3. 1989年-1996年：第七代323 / 323 Astina
4. 1989年-1996年：第七代323的全時4WD車型
5. 1991年-1998年：馬自達MX-3
6. 1992年-1999年：Xedos 6

## B6-2E型
排氣量1,597c.c.、缸徑和衝程分別為 78.0 毫米和 83.6 毫米的B6-2E型也稱作B6-ME型，這具引擎屬於B6-E型的亞型，採SOHC、16閥門之設計，配備EFI燃油噴射系統，可榨出88hp / 5,000rpm的馬力及130N·m / 4,000rpm的扭力。車型：
1. 1989年-1995年：第三代福特Laser
2. 1991年-1994年：水星Capri
3. 1991年-1998年：馬自達MX-3

## B6T型
排氣量1,597c.c.、缸徑和衝程分別為 78.0 毫米和 83.6 毫米的B6T型，附渦輪增壓與中冷器、16閥門DOHC、燃油噴射系統。受限於各國家汽車廢氣排放標準的不同，其馬力輸出被調校得不一樣：
- 北美洲市場：最大馬力132hp、最大扭力184N·m。
- 日本市場：最大馬力140ps / 6,000rpm、最大扭力19.0kg·m / 5,000rpm。

除了4WD車型外，也搭載於FF。車型：
1. 1987年-1996年：Familia GT-A
2. 1985年-1990年：第二代福特Laser TX3 Turbo
3. 1991年-1994年：第三代水星Capri

## B6D型

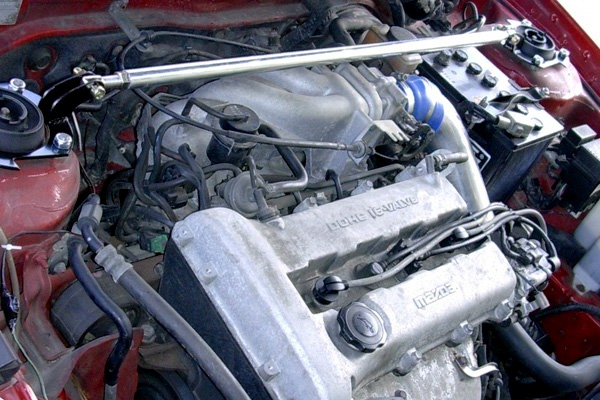
第三代B6D型引擎

B6D型的排氣量、缸徑和衝程皆與B6T型一樣，亦採16閥門DOHC及燃油噴射系統設計，但是沒有渦輪增壓裝置。這是馬自達首款配備VICS（Variable Inertia Charging System之縮寫）可變進氣系統之引擎，並於1989年改良引擎壓縮比、汽缸頭與進氣系統。而第三代的B6D型引擎則具有鋁合金汽缸蓋、VLIM（variable length intake manifold之縮寫）可變長度進氣岐管、壓縮比調至9:1，最大馬力107hp。車型：
1. 第一代：
  1. 1985年-1994年：第六代323
  2. 1987年-1990年：馬自達Etude
  3. 1985年-1990年：第二代福特Laser
2. 第二代：
  1. 1985年-1994年：第六代323
  2. 1985年-1990年：第二代福特Laser
  3. 1991年-1994年；第三代水星Capri
  4. 1994年-1998年：馬自達MX-3小改款
  5. 1993年-1997年：馬自達Lantis

## B6-ZE（RS）型
B6-ZE型的排氣量、缸徑和衝程皆與B6T型一樣，亦採16氣門DOHC設計，搭配EFI燃油噴射系統。本體結構為鋁合金汽缸頭、輕量化的曲軸與飛輪，故轉速紅線區可達7,200rpm。此外，鋁製油底殼與散熱片亦為其特殊之處。日規版B6-ZE型引擎之壓縮比為9.4：1，可榨出120ps / 6,500rpm的最大馬力與14.0kg·m / 5,500rpm的扭力峰值。車型：
1. 1989年-1993年：第一代MX-5
2. 1998年-2005年：第二代MX-5

## B8型
排氣量1,839c.c.的B8型引擎不但自B6型擴缸而來，且使用全新的汽缸體及加大汽缸空間，使得缸徑和衝程達到 83 毫米和 85 毫米。此型引擎採SOHC設計，8閥門稱作B8-E型、16閥門稱作B8-ME型。此具引擎具有HLA液壓式汽門間隙調節器（hydraulic lash adjuster）、正時皮帶驅動的凸輪軸、8.9：1的壓縮比、最高6,000rpm的轉速以及多點燃油噴射系統等。依各地市場之不同法規，引擎出力被調校成：
- 北美洲地區：最大馬力103hp / 5,500rpm、最大扭力111lbs-ft / 4,000rpm。
- 歐洲地區：最大馬力102hp / 5,300rpm、最大扭力148N·m / 4,000rpm。
- 澳洲、紐西蘭地區：最大馬力102hp / 5,500rpm、最大扭力109lbs-ft / 4,000rpm。

車型：
1. 1989年-1996年：第七代323

## BP型
排氣量同樣是1,839c.c.的BP型其實就是DOHC版的B8型引擎，含有鍛造曲軸、活塞燃油噴嘴、鋁油底殼與散熱片、7,000rpm的轉速紅線區（但日規達到7,200rpm），以及VICS（Variable Inertia Charging System之縮寫）可變進氣系統。日規版BP-ZE型之最大馬力133hp / 7,000rpm，峰值扭力16.0kg·m / 4,500rpm。車型包括：
1. 1989年-1996年：第七代323 / Protegé / Protegé GT（加拿大）
2. 1989年-1990年：Familia Infini
3. 1989年-1994年：Eunos 100 / 323 Astina
4. 1989年-1998年：第一代MX-5
5. 1993年-1997年：馬自達Lantis
6. 1989年-1995年：第三代福特Laser TX3
7. 1991年-1996年：第二代福特Escort
8. 1991年-1996年：第二代水星Tracer
9. 1992年-1997年：第一代起亞Sephia
10. 1995年-2002年：鈴木Esteem（歐洲）

## BPT型
在BP型引擎上另外安裝渦輪增壓器與中冷器，便成了BPT型引擎。針對日本市場調校的最大出力為180ps / 6,000rpm、最大扭力24.2kg·m / 4,000rpm，可是到了歐洲市場卻只剩下166ps / 5,500rpm的最大馬力、219N·m / 3,000rpm的扭力峰值。
代號「RHB5 VJ20型」的渦輪增壓器乃由日本石川島播磨重工業製造，此具引擎尚包含側置式中冷器、330c.c.高阻抗黑頂噴油嘴等。原廠設定ECU行車電腦的boost cut值為11P.S.I.。BPT型僅搭載於馬自達Familia GT-X和福特Laser的四輪驅動車型，且配置前輪開放式差速器、後輪黏性耦合式LSD限滑差速器。車型：
1. 1989年-1994年：Familia GT-X
2. 1989年-1994年：第三代福特Laser TX3 Turbo / 4WD（澳洲市場）
3. 2003年-2005年：第二代MX-5日本限量版

## BPD型
一般被坊間稱作「BP2型」的BPD型，事實上就是改良版的BP型引擎（所以BP型又被車迷叫做「BP1型」）。該具引擎具有較大的曲軸、活塞燃油噴嘴、主軸承支撐板、更好的進氣口和排氣埠；此外它也是俗稱「大渦輪增壓」的變種，因為採用石川島播磨重工業株式會社製造的RHF6CB型水冷式渦輪增壓器。除了經過強化的引擎內壁，尚有鈉冷卻排氣門、加大的前置式中冷器、440c.c.低阻抗噴油嘴，使得這具引擎最大馬力達210ps / 6,000rpm、最大扭力25.5kg·m / 4,500rpm。車型：
1. 1992年-1994年：Familia GT-R
2. 1992年-1994年：Familia GT-Ae

## BP-4W型
1999年馬自達公司改良了BP型引擎，稱之為BP-4W型，但在日本當地稱作BP-ZET型。首先，原來裝置在BP型引擎排氣凸輪背面、具有霍爾效應的雙凸輪角度感應器，被拆分成兩個並移至排氣凸輪前方：一個在進氣凸輪齒輪上，另一個被裝在曲軸皮帶盤旁的油泵。其次是改變進氣口的角度，故流動汽缸蓋更佳。
2003年12月日本推出的Roadster Turbo，在美國稱呼為Mazdaspeed MX-5。此具BP-4W型引擎搭配石川島播磨重工業株式會社製造的RHF5 VJ35型渦輪增壓器，以及VTCS（Variable Tumble Control System之縮寫）可變渦流控制系統，可輸出最大馬力172ps / 6,000rpm，最大扭力21.3kg·m / 5,500rpm。由0加速至60mph僅需6.4秒，最高時速可達203km/hr。車型：
1. 1998年-2000年：第二代MX-5
2. 2003年-2005年：Roadster Turbo（日本） / Mazdaspeed MX-5（美國、加拿大等）

## BP-Z3型
最先在2000年7月搭載於小改款第二代MX-5上的BP-Z3型（有時也被稱作BP-VE型），亦是BP型引擎的改良版。該具引擎捨棄舊式VICS（Variable Inertia Charging System之縮寫）可變進氣系統，改導入新研發之S-VT（Sequential Valve Timing）序列式可變氣門正時系統。新一代的Z族引擎便由此具引擎陸續改良而來。車型：
1. 2000年-2005年：小改款的第二代MX-5
2. 2001年：MX-5 SP（澳洲）

## 內部連結
- 馬自達引擎列表
- 馬自達Z族引擎：B族引擎的改良版

## 外部連結
- （英文）Protegé Engine Info （页面存档备份，存于）
- （英文）TX3NZ.com: Ford Laser Engine Guide (NZ and Japan) Archive.today的存檔，存档日期2012-12-10
- （英文）Type BPD Engine